# Paul Dujardin (graveur)
Pour les articles homonymes, voir Paul Dujardin et Dujardin.
Paul Dujardin, né le 13 juin 1843 à Lille et mort le 7 novembre 1913 à Paris 14e, est un photographe et héliograveur français.

## Biographie
Fils de Pierre-Antoine Dujardin, médecin, il s'installe à Paris en 1875 en rachetant le fonds de son frère Gustave Alexandre Dujardin (né en 1840), photographe, qu'ils avaient créé ensemble en 1866. Il se spécialise dans l'édition de planches gravées par le procédé héliographique en taille douce d'après photo.
Il participe à la fabrication du billet de 5 francs noir de la Banque de France émis en 1872, avec le dessinateur français Camille Chazal.

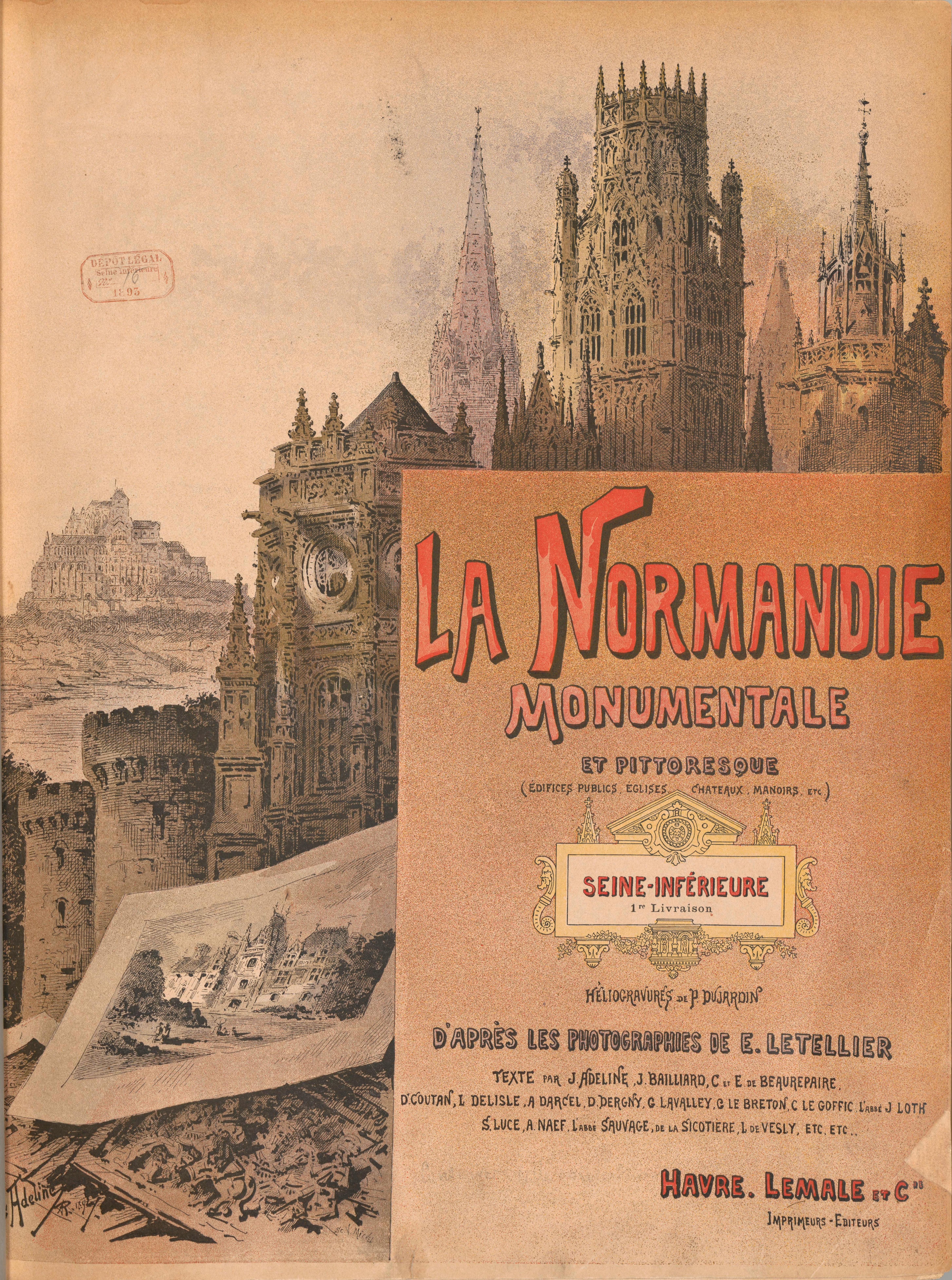
La Normandie monumentale et pittoresque..., tome 1, 1893. Couverture illustrée par Jules Adeline.

À l'exposition universelle de 1878, il présente diverses réalisations par un procédé héliographique mis au point par lui-même, faïences, étoffes, niellures. Son magasin est au n° 28 de la rue Vavin avec une succursale au 56 de la rue Notre-Dame-des-Champs. Il se lance dans la production d’accumulateurs électriques avec ses frères et crée la société P. R. J. Dujardin et Cie. Il loue en 1890 une usine électrique à turbines sur la Risle à Pont-Authou. Son frère, Albert Désiré Rodolphe Dujardin (né en 1847), est constructeur de machines à vapeur et président de la Société française de photogravure en 1900.
Il est fait chevalier de la Légion d'honneur en 1878. Membre de la Société française de photographie en 1879, il met au point l'année suivante avec Henri Magron pour les éditions de Charles Mendel des ouvrages illustrés par des photographies directement imprimées dans le texte,.
À l’issue de ses obsèques en l’église Saint-Maurice de Lille, il a été inhumé au cimetière de l'Est.

## Publications
- La Normandie monumentale et pittoresque : édifices publics, églises, châteaux, manoirs, etc. (ill. photographies d'Emile Letellier (d), Paul Robert et autres, héliogravures de Paul Dujardin), Le Havre, Lemâle et Cie, 1893-1899, 5 vol. : Seine-Inférieure (1893), Calvados (1895), Eure (1896), Orne (1896) et Manche (1899) (lire en ligne).